# Lwowe (obwód chersoński)
Lwowe (ukr. Львове) – wieś na Ukrainie, w obwodzie chersońskim, w rejonie berysławskim, w hromadzie Tiahynka.  W 2001 liczyła 2565 mieszkańców, spośród których 2317 wskazało jako ojczysty język ukraiński, 238 rosyjski, 2 mołdawski, 1 węgierski, 2 bułgarski, 2 białoruski, 1 jidysz, a 2 inny. W 2024 liczyła 145 mieszkańców.